# Tiny Planets - Le avventure di Bing e Bong
Tiny Planets - Le avventure di Bing e Bong (Tiny Planets) è una serie animata britannica creata da Casey Dobie, frutto di una coproduzione tra Sesame Workshop e Pepper's Ghost Productions. Il cartone animato è composto da 65 episodi (in aggiunta ad uno pilota) dalla durata di 5 minuti l'uno e vede le vicende di due extraterrestri che viaggiano nell'universo risolvendo i problemi che incontrano lungo il cammino, il tutto in chiave comica ed educativa.
La serie non presenta dialoghi di alcun tipo, fatta eccezione di Halley la narratrice, che commenta brevemente le azioni dei due alieni; questo personaggio inoltre non è presente nell'edizione originale britannica, ma è stato aggiunto in quella americana e di conseguenza anche in quella italiana dato che si basa su quest'ultima.
Tiny Planets è stato trasmesso nel Regno Unito su CITV dal 10 giugno 2001 al 21 dicembre 2002, mentre in Italia è andato in onda in prima visione su Italia 1 dal 9 febbraio 2004 al 12 giugno 2004. La serie è stata trasmessa anche su JimJam (Italia).
Successivamente l'intera serie è stata raccolta in 6 DVD editi dalla Medusa Film.

## Doppiatori
| Personaggio | Doppiatore originale | Doppiatore italiano |
| ----------- | -------------------- | ------------------- |
| Bing        | Dashiell Tate        | N/A                 |
| Bong        | Kim Goody            | N/A                 |
| Halley      | Kim Goody            | Antonella Baldini   |
| Flocker     | N/A                  | N/A                 |
| Local       | N/A                  | N/A                 |
| Robot       | N/A                  | N/A                 |

## Episodi
| nº | Titolo originale            | Titolo italiano               | Prima TV USA     | Prima TV Italia |
| -- | --------------------------- | ----------------------------- | ---------------- | --------------- |
| 1  | Seasons Machine             | I vestiti degli alberi        | 10 giugno 2001   | 9 febbraio 2004 |
| 2  | Snow Problem                | Come neve al sole             |                  |                 |
| 3  | Gone With The Wind          | Questione di tempo            |                  |                 |
| 4  | It’s Raining Bongs          | I flocker                     |                  |                 |
| 5  | Winter Warm-Ups             | Coperature invernali          |                  |                 |
| 6  | On the Right Track          | Detective                     |                  |                 |
| 7  | Blown Away                  | Come una foglia al vento      |                  |                 |
| 8  | Egg-stra Large              | Extra large                   |                  |                 |
| 9  | Body Talk                   | Il corpo parla                |                  |                 |
| 10 | Big and Small               | Fuori misura                  |                  |                 |
| 11 | Patterns on Parade          | Parata di disegni             |                  |                 |
| 12 | Picnic Poser                | Il picnic                     |                  |                 |
| 13 | Suits You                   |                               |                  |                 |
| 14 | Give Me Five                | Dare i numeri                 |                  |                 |
| 15 | Shapes Alive                | Forme in movimento            |                  |                 |
| 16 | Magnificent Seven           | Il magnifico sette            |                  |                 |
| 17 | Shapes & Ladders            | Molle e scale                 |                  |                 |
| 18 | Mirror Magic                |                               |                  |                 |
| 19 | A Place For Everything      |                               |                  |                 |
| 20 | Road Block                  |                               |                  |                 |
| 21 | Night Light, Sleep Tight    | Sogni d'oro                   |                  |                 |
| 22 | Tuba Trouble                | Guai col basso tuba           |                  |                 |
| 23 | Shower Power                | Docciamoci                    |                  |                 |
| 24 | That’s What Friends Are For | A questo servono gli amici    |                  |                 |
| 25 | Flockercise                 | Ginnastica Flocker            |                  |                 |
| 26 | Sweet Temptations           | Dolci tentazioni              |                  |                 |
| 27 | Odd Bing Out                | Escluso                       |                  |                 |
| 28 | Box Of Tricks               | Diversità                     |                  |                 |
| 29 | Keep Your Head              | Non perdere la testa          |                  |                 |
| 30 | Easy Rider                  | Un ciclista eccezionale       |                  |                 |
| 31 | Tip The Scales              | Bilanciamento                 |                  |                 |
| 32 | Spring Cleaning             | Pulizie di primavera          |                  |                 |
| 33 | Tools, Glorious Tools       | Attrezzi fantastici attrezzi  |                  |                 |
| 34 | Free Wheeling               | A ruota libera                |                  |                 |
| 35 | Slippery Slope              | Pendio scivoloso              |                  |                 |
| 36 | Pedal Meddle                | Pedali spedalati              |                  |                 |
| 37 | Pivotal Points              | L'altalena                    |                  |                 |
| 38 | The Right Angle             | A-ccordiamoci                 |                  |                 |
| 39 | The Fisher Bing             | Bing pescatore                |                  |                 |
| 40 | Strength In Girders         | La forza delle travi          |                  |                 |
| 41 | Shadow Showdown             | Ombre spettacolari            |                  |                 |
| 42 | True Colours                | Mischiamoli                   |                  |                 |
| 43 | Making Rainbows             | L'arcobaleno                  |                  |                 |
| 44 | Flocker Flicker             | Flocker animati               |                  |                 |
| 45 | Contrasting Views           | "Contrasti" di vedute         |                  |                 |
| 46 | Highs & Lows                | Alti e bassi                  |                  |                 |
| 47 | Flower Power                | Potenza del fiori             |                  |                 |
| 48 | Jammin’ Session             | Orchestriamoci                |                  |                 |
| 49 | A Chorus Line               | Incontro corale               |                  |                 |
| 50 | Desperately Seeking Silence | Sshhh... un po' di silenzio   |                  |                 |
| 51 | Hear My Song                | Ascoltate! Ascoltate!         |                  |                 |
| 52 | Bing Bong Bell              | Campanelli                    |                  |                 |
| 53 | Moving & Grooving           | Ginnastica e ballo            |                  |                 |
| 54 | What’s Cooking?             | Che bolle in pentola          |                  |                 |
| 55 | The Light Fantastic         | Luce fantastiche              |                  |                 |
| 56 | Birthday Build-Up           | Festa di compleanno           |                  |                 |
| 57 | Be A Sport                  | Sportivamente                 |                  |                 |
| 58 | Found Sounds Orchestra      | L'orchestra dei suoni scovati |                  |                 |
| 59 | Love Is All You Need        | L'amore è tutto ciò che serve |                  |                 |
| 60 | Pooling Resources           | L'unione fa la forza          |                  |                 |
| 61 | Colour Clues                | Indizi colorati               |                  |                 |
| 62 | Ramping Up                  | Rampe mobili                  |                  |                 |
| 63 | 3D or Not 3D?               | 3D o no 3D?                   |                  |                 |
| 64 | Rhythm & Moods              | Ritmi e suoni                 |                  |                 |
| 65 | Everyone’s A Winner         | Siamo tutti vincitori         | 21 dicembre 2002 | 12 giugno 2004  |